# 월드 언씬
월드 언씬(The World Unseen)은 영국에서 제작된 샤밈 샤리프 감독의 2007년 영화이다. 리사 레이 등이 주연으로 출연하였다.

## 출연

### 주연
- 리사 레이
- 쉬탈 쉬스

### 조연
- 파빈 다바스
- 난데이너 센
- 그레시 폭스
- 데이빗 데니스
- 버나드 화이트
- 콜린 모스
- 엠버 로즈 레바
- 나탈리 벡커
- 스콧 쿠퍼

## 제작진
- 공동제작: 브리지드 올렌
- 배역: 미토 스켈런